# Heudreville-en-Lieuvin
 Heudreville-en-Lieuvin  là một xã thuộc tỉnh Eure trong vùng Normandie miền bắc nước Pháp.